# Ilinden Peak
Der Ilinden Peak (englisch; bulgarisch връх Илинден wrach Ilinden) ist ein 620 m hoher Berg auf Greenwich Island im Archipel der Südlichen Shetlandinseln. Er ragt 1,2 km nordöstlich des Razgrad Peak, 1,3 km östlich bis nördlich des Terter Peak, 0,7 km westlich des Momchil Peak und 3,4 km nordwestlich des Sartorius Point in den Breznik Heights auf. Seine markante und teilweise unvereiste Südflanke überragt den Scherawna-Gletscher.
Bulgarische Wissenschaftler kartierten ihn im Zuge von Vermessungen der Tangra Mountains auf der benachbarten Livingston-Insel zwischen 2004 und 2005. Die bulgarische Kommission für Antarktische Geographische Namen benannte ihn 2006 nach der Ortschaft Ilinden im Südwesten Bulgariens sowie in Zusammenhang mit dem Ilinden-Preobraschenie-Aufstand im Jahr 1903.